# Nadar solo
Nadar solo es una película Argentina del 2003. Dirigida por Ezequiel Acuña y protagonizada por Nicolás Mateo, Santiago Pedrero, Antonella Costa, Tomás Fonzi, Manuel Callau y Mónica Galán.

## Sinopsis
Martín tiene diecisiete años. Con su familia cada vez se comunica menos. En el colegio lo están por echar. La pequeña banda en la que toca sigue estancada. Su amigo de siempre ya no está tan cerca como antes. El desaliento, la insatisfacción por el presente que no conforma y el futuro que se acerca cada vez más incierto.
Con estos sentimientos Martín recibe un llamado con noticias de su hermano mayor al que hace dos años que no ve. De esta manera inicia una búsqueda con la tímida ilusión de encontrar en Pablo una respuesta para salir de la monotonía.
En el camino se cruza con gente de otra generación, con amigos de antes, con objetos perdidos, y con situaciones que se repiten una y otra vez hasta lo absurdo. Su viaje secreto lo lleva un fin de semana al mar.
La desolación de un invierno, una chica con peces de colores, el fin de un recorrido, y el agua, siempre, alrededor de todo.

## Elenco
- Nicolás Mateo - Martín Cánepa
- Santiago Pedrero - Guillermo Lucena
- Antonella Costa - Luciana Tamborino
- Tomás Fonzi - Tomás Forte
- Manuel Callau - Roberto
- Mónica Galán - Lucía
- Alberto Rojas Apel - Lucas Tamborino
- Matías Castelli - Marcos
- Tomás Lecot - Leandro
- Gerardo Chendo - Diego
- Marcelo Zanelli - Profesor
- Moro Anghileri - Mariana
- Ezequiel Cavia - Mauro
- Susana Pampín - Empleada Lavadero
- Gabriel Yeannoteguy - Fede
- Bárbara Francisco - Eugenia
- Maricel Santin